# 3e régiment de tirailleurs de la Garde impériale
Pour les articles homonymes, voir 3e régiment.
Le 3e tirailleurs de la garde est un régiment français des guerres napoléoniennes. Il fait partie de la Jeune Garde.

## Historique du régiment
- 1809 - Créé et nommé 1er régiment de Conscrit-Grenadiers
- 1810 - 3e régiment de Tirailleurs de la Garde impériale
- 1814 - Dissout.
- 1815 - Reformé 3e régiment de Tirailleurs de la Garde Impériale

## Chef de corps
- 1809 : Simon Robert
- 1810 : François-Isidore Darquier
- 1813 : Paul-Jean-Baptiste Poret de Morvan
- 1813 : André-Pierre Masson
- 1815 : Antoine Pailhes

## Batailles
Ce sont les batailles principales où fut engagé très activement le régiment. Il participa évidemment à plusieurs autres batailles, surtout en 1814.
- 1811 :
  - Acedo
  - Saldana
- 1812 :
  - Ormasteguy
  - Valmasada
  - Santa-Cruz
  - Fort Mayor
- 1813 : Campagne d'Allemagne
  - 16-19 octobre : Bataille de Leipzig
- 1814 : Campagne de France
  - Laon,
  - Courtrai
  - Paris
- 1815 :
  - Bataille de Waterloo